# Campeonato Europeo de Atletismo de 2024
El XXVII Campeonato Europeo de Atletismo se celebró en Roma (Italia) entre el 7 y el 12 de junio de 2024 bajo la organización de Atletismo Europeo (EA) y la Federación Italiana de Atletismo.
Las competiciones se realizaron en el Estadio Olímpico de la capital italiana. La media maratón se disputó en un trayecto urbano con inicio en la Via dei Fori Imperiali y final en el Estadio Olímpico, mientras que las pruebas de marcha fueron efectuadas en un circuito ubicado a las afueras del Estadio Olímpico.
Participaron 1574 atletas (805 hombres y 769 mujeres) de 48 federaciones nacionales pertenecientes a Atletismo Europeo.
Los atletas de Rusia y Bielorrusia fueron excluidos de este campeonato debido a la invasión rusa de Ucrania.

## Calendario
| E | Eliminatorias | C | Clasificación | ½ | Semifinales | F | Final |

| Fecha →           | Vi 07 | Vi 07 | Sá 08 | Sá 08 | Sá 08 | Do 09 | Do 09 | Do 09 | Lu 10 | Lu 10 | Ma 11 | Ma 11 | Mi 12 |
| Prueba ↓          | M     | T     | M     | T     | T     | M     | T     | T     | M     | T     | M     | T     | T     |
| ----------------- | ----- | ----- | ----- | ----- | ----- | ----- | ----- | ----- | ----- | ----- | ----- | ----- | ----- |
| 100 m             |       | E     |       | ½     | F     |       |       |       |       |       |       |       |       |
| 200 m             |       |       |       |       |       | E     | ½     | ½     |       | F     |       |       |       |
| 400 m             |       |       | E     |       |       |       | ½     | ½     |       | F     |       |       |       |
| 800 m             | E     |       |       | ½     | ½     |       | F     | F     |       |       |       |       |       |
| 1500 m            |       |       |       |       |       |       |       |       | E     |       |       |       | F     |
| 5000 m            |       |       |       | F     | F     |       |       |       |       |       |       |       |       |
| 10 000 m          |       |       |       |       |       |       |       |       |       |       |       |       | F     |
| Media maratón     |       |       |       |       |       | F     |       |       |       |       |       |       |       |
| 3000 m obst.      |       |       | E     |       |       |       |       |       |       | F     |       |       |       |
| 110 m vallas      | E     |       |       | ½     | F     |       |       |       |       |       |       |       |       |
| 400 m vallas      |       |       |       |       |       | E     |       |       | ½     |       |       | F     |       |
| Salto de altura   |       |       |       |       |       | C     |       |       |       |       |       | F     |       |
| Salto con pértiga |       |       |       |       |       |       |       |       | C     |       |       |       | F     |
| Salto de longitud | C     |       |       | F     | F     |       |       |       |       |       |       |       |       |
| Triple salto      |       |       |       |       |       | C     |       |       |       |       |       | F     |       |
| Peso              | C     |       | F     |       |       |       |       |       |       |       |       |       |       |
| Disco             | C     | F     |       |       |       |       |       |       |       |       |       |       |       |
| Martillo          |       |       | C     |       |       |       | F     | F     |       |       |       |       |       |
| Jabalina          |       |       |       |       |       |       |       |       |       |       | C     |       | F     |
| Decatlón          |       |       |       |       |       |       |       |       | F     | F     | F     | F     |       |
| 20 km marcha      |       |       |       | F     | F     |       |       |       |       |       |       |       |       |
| 4×100 m           |       |       |       |       |       |       |       |       |       |       | E     |       | F     |
| 4×400 m           |       |       |       |       |       |       |       |       |       |       | E     |       | F     |
| 4×400 m mixto     |       | F     |       |       |       |       |       |       |       |       |       |       |       |

| Fecha →           | Vi 07 | Vi 07 | Sá 08 | Sá 08 | Sá 08 | Do 09 | Do 09 | Do 09 | Lu 10 | Lu 10 | Ma 11 | Ma 11 | Mi 12 |
| Prueba ↓          | M     | T     | M     | T     | T     | M     | T     | T     | M     | T     | M     | T     | T     |
| ----------------- | ----- | ----- | ----- | ----- | ----- | ----- | ----- | ----- | ----- | ----- | ----- | ----- | ----- |
| 100 m             |       |       | E     |       |       |       | ½     | F     |       |       |       |       |       |
| 200 m             |       |       |       |       |       |       |       |       | E     | ½     |       | F     |       |
| 400 m             |       |       | E     |       |       |       | ½     | ½     |       | F     |       |       |       |
| 800 m             |       |       |       |       |       |       |       |       | E     |       | ½     |       | F     |
| 1500 m            | E     |       |       |       |       |       | F     | F     |       |       |       |       |       |
| 5000 m            |       | F     |       |       |       |       |       |       |       |       |       |       |       |
| 10 000 m          |       |       |       |       |       |       |       |       |       |       |       | F     |       |
| Media maratón     |       |       |       |       |       | F     |       |       |       |       |       |       |       |
| 3000 m obst.      | E     |       |       |       |       |       | F     | F     |       |       |       |       |       |
| 100 m vallas      | E     |       |       | ½     | F     |       |       |       |       |       |       |       |       |
| 400 m vallas      |       |       |       |       |       | E     |       |       | ½     |       |       | F     |       |
| Salto de altura   |       | C     |       |       |       |       | F     | F     |       |       |       |       |       |
| Salto con pértiga |       |       | C     |       |       |       |       |       |       | F     |       |       |       |
| Salto de longitud |       |       |       |       |       |       |       |       |       |       | C     |       | F     |
| Triple salto      | C     |       |       |       |       |       | F     | F     |       |       |       |       |       |
| Peso              | C     |       | F     |       |       |       |       |       |       |       |       |       |       |
| Disco             | C     |       |       | F     | F     |       |       |       |       |       |       |       |       |
| Martillo          |       |       |       |       |       | C     |       |       |       | F     |       |       |       |
| Jabalina          |       |       |       |       |       |       |       |       | C     |       |       | F     |       |
| Heptatlón         | F     | F     | F     | F     | F     |       |       |       |       |       |       |       |       |
| 20 km marcha      |       | F     |       |       |       |       |       |       |       |       |       |       |       |
| 4×100 m           |       |       |       |       |       |       |       |       |       |       | E     |       | F     |
| 4×400 m           |       |       |       |       |       |       |       |       |       |       | E     |       | F     |
| 4×400 m mixto     |       | F     |       |       |       |       |       |       |       |       |       |       |       |

## Medallistas

### Masculino
| Evento                            | Oro                                                                                      | Plata                                                                            | Bronce                                                                            |
| --------------------------------- | ---------------------------------------------------------------------------------------- | -------------------------------------------------------------------------------- | --------------------------------------------------------------------------------- |
| 100 m (08.06)                     | Marcell Jacobs · Italia · 10,02                                                          | Chituru Ali · Italia · 10,05                                                     | Romell Glave Reino Unido 10,06                                                    |
| 200 m (10.06)                     | Timothé Mumenthaler · Suiza · 20,28                                                      | Filippo Tortu · Italia · 20,41                                                   | William Reais · Suiza · 20,47                                                     |
| 400 m (10.06)                     | Alexander Doom · Bélgica · 44,15                                                         | Charles Dobson Reino Unido 44,38                                                 | Liemarvin Bonevacia · Países Bajos · 44,88                                        |
| 800 m (09.06)                     | Gabriel Tual Francia 1:44,87                                                             | Mohamed Attaoui · España · 1:45,20                                               | Catalin Tecuceanu · Italia · 1:45,40                                              |
| 1500 m (12.06)                    | Jakob Ingebrigtsen · Noruega · 3:31,95                                                   | Jochem Vermeulen · Bélgica · 3:33,30                                             | Pietro Arese · Italia · 3:33,34                                                   |
| 5000 m (08.06)                    | Jakob Ingebrigtsen · Noruega · 13:20,11                                                  | George Mills Reino Unido 13:21,38                                                | Dominic Lobalu · Suiza · 12:21,61                                                 |
| 10 000 m (12.06)                  | Dominic Lobalu · Suiza · 28:00,32                                                        | Yann Schrub Francia 28:00,48                                                     | Thierry Ndikumwenayo · España · 28:00,96                                          |
| 110 m vallas (08.06)              | Lorenzo Simonelli · Italia · 13,05                                                       | Enrique Llopis · España · 13,16                                                  | Jason Joseph · Suiza · 13,43                                                      |
| 400 m vallas (11.06)              | Karsten Warholm · Noruega · 46,98                                                        | Alessandro Sibilio · Italia · 47,50                                              | Carl Bengtström · Suecia · 47,94                                                  |
| 3000 m obstáculos (10.06)         | Alexis Miellet Francia 8:14,01                                                           | Djilali Bedrani Francia 8:14,36                                                  | Karl Bebendorf · Alemania · 8:14,41                                               |
| 20 km marcha (08.06)              | Perseus Karlström · Suecia · 1:19:13                                                     | Paul McGrath · España · 1:19:31                                                  | Francesco Fortunato · Italia · 1:19:54                                            |
| Media maratón (09.06)             | Yemaneberhan Crippa · Italia · 1:01:03                                                   | Pietro Riva · Italia · 1:01:04                                                   | Amanal Petros · Alemania · 1:01:07                                                |
| Media maratón por equipos (09.06) | Italia · 3:03:34                                                                         | Israel 3:04:09                                                                   | Alemania · 3:05:33                                                                |
| Salto de altura (11.06)           | Gianmarco Tamberi · Italia · 2,37 m                                                      | Vladyslav Lavsky · Ucrania · 2,29 m                                              | Oleh Doroshchuk · Ucrania · 2,26 m                                                |
| Salto con pértiga (12.06)         | Armand Duplantis · Suecia · 6,10                                                         | Emmanuíl Karalís · Grecia · 5,87                                                 | Oleg Zernikel · Alemania · Ersu Şaşma · Turquía · 5,82                            |
| Salto de longitud (08.06)         | Miltiadis Tentoglu · Grecia · 8,65                                                       | Mattia Furlani · Italia · 8,38                                                   | Simon Ehammer · Suiza · 8,31                                                      |
| Triple salto (11.06)              | Jordan Díaz Fortún · España · 18,18                                                      | Pedro Pichardo Portugal 18,04                                                    | Thomas Gogois Francia 17,38                                                       |
| Peso (08.06)                      | Leonardo Fabbri · Italia · 22,45                                                         | Filip Mihaljević · Croacia · 21,20                                               | Michał Haratyk · Polonia · 21,94                                                  |
| Disco (07.06)                     | Kristjan Čeh Eslovenia 68,08                                                             | Lukas Weißhaidinger · Austria · 67,70                                            | Mykolas Alekna · Lituania · 67,48                                                 |
| Martillo (09.06)                  | Wojciech Nowicki · Polonia · 80,95                                                       | Bence Halász · Hungría · 80,49                                                   | Myjailo Kojan · Ucrania · 80,18                                                   |
| Jabalina (12.06)                  | Jakub Vadlejch · República Checa · 88,65                                                 | Julian Weber · Alemania · 85,94                                                  | Oliver Helander · Finlandia · 85,75                                               |
| 4 × 100 m (12.06)                 | Italia · Matteo Melluzzo · Marcell Jacobs · Lorenzo Patta · Filippo Tortu · 37,82        | Países Bajos · Elvis Afrifa · Taymir Burnet · Xavi Mo-Ajok · Nsikak Ekpo · 38,46 | Alemania · Kevin Kranz · Owen Ansah · Deniz Almas · Lucas Ansah-Peprah · 38,52    |
| 4 × 400 m (12.06)                 | Bélgica · Jonathan Sacoor · Robin Vanderbemden · Dylan Borlée · Alexander Doom · 2:59,84 | Italia · Luca Sito · Vladimir Aceti · Riccardo Meli · Edoardo Scotti · 3:00,81   | Alemania · Manuel Sanders · Jean Paul Bredau · Marc Koch · Emil Agyekum · 3:00,82 |
| Decatlón (11.06)                  | Johannes Erm Estonia 8764 pts.                                                           | Sander Skotheim · Noruega · 8635 pts.                                            | Makenson Gletty Francia 8606 pts.                                                 |

### Femenino
| Evento                            | Oro                                                                                      | Plata                                                                       | Bronce                                                                                     |
| --------------------------------- | ---------------------------------------------------------------------------------------- | --------------------------------------------------------------------------- | ------------------------------------------------------------------------------------------ |
| 100 m (09.06)                     | Dina Asher-Smith Reino Unido 10,99                                                       | Ewa Swoboda · Polonia · 11,03                                               | Zaynab Dosso · Italia · 11,03                                                              |
| 200 m (11.06)                     | Mujinga Kambundji · Suiza · 22,49                                                        | Daryll Neita Reino Unido 22,50                                              | Hélène Parisot Francia 22,63                                                               |
| 400 m (10.06)                     | Natalia Kaczmarek · Polonia · 48,98                                                      | Rhasidat Adeleke Irlanda 49,07                                              | Lieke Klaver · Países Bajos · 50,08                                                        |
| 800 m (12.06)                     | Keely Hodgkinson Reino Unido 1:58,65                                                     | Gabriela Gajanová · Eslovaquia · 1:58,79                                    | Anaïs Bourgoin Francia 1:59,30                                                             |
| 1500 m (09.06)                    | Ciara Mageean Irlanda 4:04,66                                                            | Georgia Bell Reino Unido 4:05,33                                            | Agathe Guillemot Francia 4:05,69                                                           |
| 5000 m (07.06)                    | Nadia Battocletti · Italia · 14:35,29                                                    | Karoline Bjerkeli Grøvdal · Noruega · 14:38,62                              | Marta García Alonso · España · 14:44,04                                                    |
| 10 000 m (11.06)                  | Nadia Battocletti · Italia · 30:51,32                                                    | Diane van Es · Países Bajos · 30:57,24                                      | Megan Keith Reino Unido 31:04,77                                                           |
| 100 m vallas (08.06)              | Cyréna Samba-Mayela Francia 12,31                                                        | Ditaji Kambundji · Suiza · 12,40                                            | Pia Skrzyszowska · Polonia · 12,42                                                         |
| 400 m vallas (11.06)              | Femke Bol · Países Bajos · 52,49                                                         | Louise Maraval Francia 54,23                                                | Cathelijn Peeters · Países Bajos · 54,37                                                   |
| 3000 m obstáculos (09.06)         | Alice Finot Francia 9:16,22                                                              | Gesa Felicitas Krause · Alemania · 9:18,06                                  | Elizabeth Bird Reino Unido 9:18,39                                                         |
| 20 km marcha (07.06)              | Antonella Palmisano · Italia · 1:28:09                                                   | Valentina Trapletti · Italia · 1:28:37                                      | Liudmila Olianovska · Ucrania · 1:28:48                                                    |
| Media maratón (09.06)             | Karoline Bjerkeli Grøvdal · Noruega · 1:08:09                                            | Joan Chelimo Melly · Rumania · 1:08:55                                      | Calli Hauger-Thackery Reino Unido 1:08:58                                                  |
| Media maratón por equipos (09.06) | Reino Unido 3:29:01                                                                      | Alemania · 3:31:59                                                          | España · 3:33:16                                                                           |
| Salto de altura (09.06)           | Yaroslava Mahuchij · Ucrania · 2,01 m                                                    | Angelina Topić Serbia 1,97 m                                                | Iryna Herashchenko · Ucrania · 1,95 m                                                      |
| Salto con pértiga (10.06)         | Angelica Moser · Suiza · 4,78                                                            | Ekaterini Stefanidi · Grecia · 4,73                                         | Molly Caudery Reino Unido 4,73                                                             |
| Salto de longitud (12.06)         | Malaika Mihambo · Alemania · 7,22                                                        | Larissa Iapichino · Italia · 6,94                                           | Agate de Sousa Portugal 6,91                                                               |
| Triple salto (09.06)              | Ana Peleteiro · España · 14,85                                                           | Tuğba Danışmaz Turquía 14,57                                                | Ilionis Guillaume Francia 14,43                                                            |
| Peso (08.06)                      | Jessica Schilder · Países Bajos · 18,77                                                  | Jorinde van Klinken · Países Bajos · 18,67                                  | Yemisi Ogunleye · Alemania · 18,62                                                         |
| Disco (08.06)                     | Sandra Elkasević · Croacia · 67,04                                                       | Jorinde van Klinken · Países Bajos · 65,99                                  | Liliana Cá Portugal 64,53                                                                  |
| Martillo (10.06)                  | Sara Fantini · Italia · 74,18                                                            | Anita Włodarczyk · Polonia · 72,96                                          | Rose Loga Francia 72,68                                                                    |
| Jabalina (11.06)                  | Victoria Hudson · Austria · 64,62                                                        | Adriana Vilagoš Serbia 64,42                                                | Marie-Therese Obst · Noruega · 63,50                                                       |
| 4 × 100 m (12.06)                 | Reino Unido Dina Asher-Smith Desiree Henry Amy Hunt Daryll Neita 41,91                   | Francia Orlann Oliere Gémima Joseph Hélène Parisot Sarah Richard 42,15      | Países Bajos · Nadine Visser · Marije van Hunenstijn · Minke Bisschops · Tasa Jiya · 42,46 |
| 4 × 400 m (12.06)                 | Países Bajos · Lieke Klaver · Cathelijn Peeters · Lisanne de Witte · Femke Bol · 3:22,39 | Irlanda Sophie Becker Rhasidat Adeleke Phil Healy Sharlene Mawdsley 3:22,71 | Bélgica · Naomi Van Den Broeck · Imke Vervaet · Cynthia Bolingo · Helena Ponette · 3:22,95 |
| Heptatlón (08.06)                 | Nafissatou Thiam · Bélgica · 6848 pts.                                                   | Auriana Lazraq-Khlass Francia 6635 pts.                                     | Noor Vidts · Bélgica · 6596 pts.                                                           |

### Mixto
| Evento            | Oro                                                                                  | Plata                                                                          | Bronce                                                                                       |
| ----------------- | ------------------------------------------------------------------------------------ | ------------------------------------------------------------------------------ | -------------------------------------------------------------------------------------------- |
| 4 × 400 m (07.06) | Irlanda Christopher O'Donnell Rhasidat Adeleke Thomas Barr Sharlene Mawdsley 3:09,92 | Italia · Luca Sito · Anna Polinari · Edoardo Scotti · Alice Mangione · 3:10,69 | Países Bajos · Liemarvin Bonevacia · Lieke Klaver · Isaya Klein Ikkink · Femke Bol · 3:10,73 |

## Cuadro de medallas
| Núm. | País            | Oro | Plata | Bronce | Total |
| ---- | --------------- | --- | ----- | ------ | ----- |
| 1    | Italia          | 11  | 9     | 4      | 24    |
| 2    | Francia         | 4   | 5     | 7      | 16    |
| 3    | Reino Unido     | 4   | 3     | 7      | 14    |
| 4    | Noruega         | 4   | 2     | 1      | 7     |
| 5    | Suiza           | 4   | 1     | 4      | 9     |
| 6    | Países Bajos    | 3   | 5     | 4      | 12    |
| 7    | Bélgica         | 3   | 1     | 2      | 6     |
| 8    | España          | 2   | 3     | 3      | 8     |
| 9    | Polonia         | 2   | 2     | 2      | 6     |
| 10   | Irlanda         | 2   | 2     | 0      | 4     |
| 11   | Suecia          | 2   | 0     | 0      | 2     |
| 12   | Alemania        | 1   | 3     | 7      | 11    |
| 13   | Grecia          | 1   | 2     | 0      | 3     |
| 14   | Ucrania         | 1   | 1     | 4      | 6     |
| 15   | Austria         | 1   | 1     | 0      | 2     |
| 15   | Croacia         | 1   | 1     | 0      | 2     |
| 17   | Eslovenia       | 1   | 0     | 0      | 1     |
| 17   | Estonia         | 1   | 0     | 0      | 1     |
| 17   | República Checa | 1   | 0     | 0      | 1     |
| 20   | Serbia          | 0   | 2     | 0      | 2     |
| 21   | Portugal        | 0   | 1     | 2      | 3     |
| 22   | Turquía         | 0   | 1     | 1      | 2     |
| 23   | Eslovaquia      | 0   | 1     | 0      | 1     |
| 23   | Hungría         | 0   | 1     | 0      | 1     |
| 23   | Israel          | 0   | 1     | 0      | 1     |
| 23   | Rumania         | 0   | 1     | 0      | 1     |
| 27   | Finlandia       | 0   | 0     | 1      | 1     |
| 27   | Lituania        | 0   | 0     | 1      | 1     |
|      | TOTAL           | 49  | 49    | 50     | 148   |

- Fuente: Atletismo Europeo.[5]